# Martin Schmidt
Martin Schmidt (født 10. maj 1961, Rødovre) er en dansk selvlærd filminstruktør, der brød igennem med de to gyserfilm Sidste time (1995) og Mørkeleg (1996), der begge havde manuskript af Dennis Jürgensen. Han har også skrevet til tidsskriftet Lydsporet.

## Filmografi
Instruktør
- Sidste time (1995)
- Mørkeleg (1996)
- Afmagt (1998)
- Skjulte spor (2000, tv-serie)
- Kat (2001)
- Rejseholdet (2001-2002, 4 episoder)
- Nikolaj og Julie (2002, 1 episode)
- Bag det stille ydre (2005)
- Jul i Valhal (2005, tv-serie)
- Guldhornene (2007)
- 2900 Happiness (2007-2008, 20 episoder)
- Livvagterne (2008, 1 episode)
- Monsterjægerne (2009)
- Kristian (2009, 10 episoder)
- Bølle Bob - Alle tiders helt (2010)

Producer
- Negerkys og labre larver (1987)